# Бактерицид
Бактерицид е вещество, което убива бактериите. Бактерицидите са дезинфектанти, антисептици или антибиотици. Някои повърхности на материали могат да имат бактерицидни свойства въз основа единствено на тяхната физическа повърхностна структура, напр. биоматериали като крила на насекоми.

## Дезинфектанти
Най-използваните дезинфектанти, са тези, които имат в състава си:
- активен хлор (т.е. хипохлорити, хлорамини, дихлоризоцианурат и трихлоризоцианурат, мокър хлор, хлорен диоксид и др.);
- активен кислород (пероксиди, като пероцетна киселина, калиев персулфат, натриев перборат, натриев перкарбонат и урея перхидрат);

- йод (повидон-йод, разтвор на Лугол, йодна тинктура, йодирани нейонни повърхностноактивни вещества);
- концентрирани алкохоли (основно етанол, 1-пропанол, наричан още n-пропанол, и 2-пропанол, наричан още изопропанол, и техни смеси; освен това се използват 2-феноксиетанол и 1- и 2-феноксипропаноли);
- феноли (като фенол (наричан още „карболова киселина“), крезоли като тимол, халогенирани (хлорирани, бромирани) феноли като хексахлорофен, триклозан, трихлорфенол, трибромофенол, пентахлорфенол, техни соли и изомери),
- катионни повърхностно активни вещества, като някои кватернерни амониеви катиони (като бензалкониев хлорид, цетил триметиламониев бромид или хлорид, дидецилдиметиламониев хлорид, цетилпиридиниев хлорид, бензетониев хлорид ) и други, некватернерни съединения, като хлорхексидин, глюкопротамин, октенидин дихидрохлорид и т.н.);
- силни окислители, като разтвори на озон и перманганат;
- тежки метали и техните соли, като колоидно сребро, сребърен нитрат, живачен хлорид, фенилживачни соли, меден сулфат, меден оксид-хлорид и т.н. Тежките метали и техните соли са най-токсичните и вредни за околната среда бактерициди, поради което използването им не се препоръчва или е забранено.
- силни киселини (фосфорна, азотна, сярна, амидосулфурна, толуенсулфонова киселина), pH < 1 и
- алкали (натриев, калиев, калциев хидроксид), с рН > 13, особено при повишена температура (над 60 °C).

## Антисептици
При подходящи условия (основно концентрация, pH, температура и токсичност към хора и животни) някои от гореспоменатите дезинфектанти могат да се използват като антисептици (т.е. бактерицидни агенти, които могат да се използват върху човешко или животинско тяло, кожа, лигавици, рани и други подобни). По-важните от тях са:
- правилно разредени хлорни препарати (напр. разтвор на Дакин, 0,5% разтвор на натриев или калиев хипохлорит, рН коригирано до pH 7–8 или 0,5–1% разтвор на натриев бензенсулфохлорамид (хлорамин В));
- йодни препарати, като йодоповидон в различни галенови формули (мехлеми, разтвори, пластири за рани), в миналото също разтвор на Лугол;
- пероксиди като разтвори на урея перхидрат и pH-буферирани 0,1 – 0,25% разтвори на пероцетна киселина;
- алкохоли със или без антисептични добавки, използвани главно за кожна антисептика;
- слаби органични киселини като сорбинова киселина, бензоена киселина, млечна киселина и салицилова киселина;
- някои фенолни съединения, като хексахлорофен, триклозан и дибромол; и
- катионни повърхностно активни вещества, като 0,05-0,5% бензалкониум, 0,5-4% хлорхексидин, 0,1-2% разтвори на октенидин.

Други дезинфектанти обикновено не са приложими като безопасни антисептици, поради тяхната корозивна или токсична природа.

## Антибиотици
Бактерицидните антибиотици убиват бактериите; бактериостатичните антибиотици забавят техния растеж или размножаване.
Бактерицидни антибиотици, които инхибират синтеза на клетъчната стена: бета-лактамните антибиотици (производни на пеницилина (пенами), цефалоспорини (цефеми), монобактами и карбапенеми) и ванкомицин.
Също така бактерицидни са даптомицин, флуорохинолони, метронидазол, нитрофурантоин, ко-тримоксазол, телитромицин.
Аминогликозидните антибиотици обикновено се считат за бактерицидни, въпреки че при някои организми могат да бъдат бактериостатични.

## Повърхности
Повърхностите на материалите могат да проявяват бактерицидни свойства поради тяхната кристалографска повърхностна структура.
В средата на 2000-те е показано, че металните наночастици могат да убиват бактерии. Ефектът на сребърна наночастица например зависи от нейния размер с преференциален диаметър от около 1 – 10 nm за взаимодействие с бактерии.
През 2013 г. е установено, че крилата на цикадите имат селективен анти-грам-отрицателен бактерициден ефект въз основа на тяхната физическа повърхностна структура. Механичната деформация на повече или по-малко твърдите нанопилари, открити на крилото, освобождава енергия, атакувайки и убивайки бактериите в рамките на минути, поради което се нарича механо-бактерициден ефект.
През 2020 г. изследователите комбинират катионна полимерна адсорбция и фемтосекундно лазерно повърхностно структуриране, за да генерират бактерициден ефект както срещу грам-положителната бактерия Staphylococcus aureus, така и срещу грам-отрицателната бактерия Escherichia coli върху боросиликатни стъклени повърхности, осигурявайки практическа платформа за изследване на взаимодействието между бактериите и повърхността.